# Isolepis sulcata
Isolepis sulcata là loài thực vật có hoa trong họ Cói. Loài này được (Thouars) Carmich. mô tả khoa học đầu tiên năm 1819.